# Hans Karl Friedrich Anton von Diebitsch und Narden
Grof Hans Karl Friedrich Anton von Diebitsch und Narden (rusko Ива́н Ива́нович Ди́бич-Забалка́нский), ruski general, * 1785, † 1831.
Bil je eden izmed pomembnejših generalov, ki so se borili med Napoleonovo invazijo na Rusijo; posledično je bil njegov portret dodan v Vojaško galerijo Zimskega dvorca.

## Življenje
Osnovno šolanje je prejel na berlinski kadetski šoli. Po zgledu svojega očeta, ki je prešel v rusko vojaško službo, je tudi sam leta 1801 prišel v Rusijo. Udeležil se je vojne tretje kampanje, za kar je bil povišan v stotnika. 
Med patriotsko vojno leta 1812 se je ponovno izkazal, tako da je bil povišan v generalmajorja. Po bitkah za Dresden in za Leipzig pa je bil povišan še v generalporočnika. 
Leta 1815 se je udeležil dunajskega kongresa in pozneje je bil povišan v generaladjutanta. Leta 1820 je postal načelnik generalštaba in čez pet let je pomagal zatrti decembrski upor.
Najbolj pa je poznan po uspehih v rusko-osmanski vojni 1828-29, za kar je bil povišan v feldmaršala. Leta 1830 je bil imenovan za vrhovnega poveljnika v zatrtju novembrske vstaje; zaradi kolere je umrl 10. junija 1831.